# Jorba
Jorba település Spanyolországban, Barcelona tartományban. Lakosainak száma 827 fő (2024).

## Földrajza
Jorba Copons, Rubió, Òdena, Igualada, Santa Margarida de Montbui, Sant Martí de Tous, Argençola és Veciana községekkel határos.

## Testvértelepülések
- Yorba Linda

## Népesség
A település lakosságának változását az alábbi diagram mutatja:
| Lakosok száma | 226  | 744  | 747  | 690  | 495  | 636  | 827  | 838  | 835  | 827  |
|               | 1717 | 1887 | 1936 | 1960 | 1986 | 2004 | 2009 | 2014 | 2019 | 2024 |